# Форсайт, Чарльз
Чарльз Г. Эрик Форсайт (англ. Charles G. Eric Forsyth; 10 января 1885, Манчестер — 24 февраля 1951, Манчестер) — британский ватерполист, чемпион летних Олимпийских игр 1908.
На Играх 1908 в Лондоне Форсайт входил в состав британской сборной. Выйдя сразу в финал, она обыграла Бельгию и получила золотые медали. В том матче, Форсайт забил три гола.